# Кошівка (Чорнобильський район)
Кошівка — колишнє село в Україні, за 12 км від ЧАЕС та за 11 км від колишнього райцентру — міста Чорнобиль, в Іванківському районі Київської області. Розташоване на лівому березі р. Прип'ять.
Вперше згадується 1648 року.
1864 року у селі мешкало 160 осіб, а 1887 року — 250 мешканців.
Станом на 1900 рік — казенне село, населення становило 370 мешканців, було 68 дворів. У селі діяла школа грамоти. Працювало 2 вітряки. Підпорядковувалося Чорнобильській волості Радомисльського повіту.
До 1986 року підпорядковувалося Паришівській сільській раді Чорнобильського району.
Напередодні аварії на ЧАЕС у селі проживало 270 мешканців, було 144 двори.
Після аварії на станції 26 квітня 1986 село було відселене внаслідок сильного забруднення, мешканці переселені у села Лук'янівка Баришівського району. Офіційно зняте з обліку 1999 року за відсутністю жителів.
Після Чорнобильської катастрофи село увійшло до 30-кілометрової зони відчуження.
З кінця лютого до 1 квітня 2022 року село було окуповане російськими військами.